# Tadeusz Biliński (fotograf)
Tadeusz Biliński (ur. 13 maja 1920 we Lwowie, zm. 12 lutego 2002 w Warszawie) – polski artysta fotograf, uhonorowany tytułami Artiste FIAP (AFIAP) oraz Excellence FIAP (EFIAP). Członek rzeczywisty Okręgu Warszawskiego Związku Polskich Artystów Fotografików. Członek Lwowskiego Towarzystwa Fotograficznego.

## Życiorys
Tadeusz Biliński dzieciństwo spędził we Lwowie, fotografował od 1932 roku. Działalność fotograficzną – organizację wystaw, konkursów i kursów fotograficznych – rozpoczął będąc jeszcze uczniem IX Państwowego Gimnazjum im. Jana Kochanowskiego we Lwowie. Był samoukiem, korzystającym głównie z Wiadomości Fotograficznych, wydawanych przez poznańską firmę Foto-Greger (w latach 1932–1939). Jako niepełnoletni członek (bez prawa głosu) został przyjęty do Lwowskiego Towarzystwa Fotograficznego – wprowadzony przez Witolda Romera, kierownika Instytutu Fotografii Politechniki Lwowskiej. W 1939 roku jako absolwent lwowskiego XII Państwowego Liceum im. Stanisława Szczepanowskiego – uzyskał świadectwo maturalne. W latach 1939–1945 mieszkał w Skierniewicach, gdzie pracował w firmowym zakładzie fotograficznym Fotoservice. Od 1945 roku mieszkał w Łodzi, tam zdobył uprawnienia czeladnika fotografa. W 1947 roku przeprowadził się do Szczecina, gdzie otworzył własny zakład fotograficzny. Od 1950 roku mieszkał w Warszawie, w 1951 roku został przyjęty w poczet członków Okręgu Warszawskiego Związku Polskich Artystów Fotografików (legitymacja nr 097).
Jako fotograf współpracował m.in. z Wydawnictwem Handlu Zagranicznego, Wydawnictwem Artystyczno-Graficznym, Wydawnictwem Sportu i Turystyki, Biurem Wydawniczym Ruch, Krajową Agencją Wydawniczą oraz z Polskimi Nagraniami (Muza, Tonpress, Pronit). Współpracował z czasopismami Moda i Uroda. Był autorem i współautorem zdjęć do wielu publikacji: albumów, książek, katalogów, folderów, widokówek. Dla potrzeb ilustracji okładek płyt gramofonowych (w latach 1965–1984) fotografował gwiazdy polskiej muzyki rozrywkowej (m.in. Halinę Kunicką, Violettę Villas, Filipinki, Czerwono - Czarnych, Katarzynę Sobczyk, Sławę Przybylską, Alicję Majewską, Danutę Rinn, Bogdana Czyżewskiego oraz Reprezentacyjny Zespół Artystyczny Wojska Polskiego).
Tadeusz Biliński jest autorem i współautorem wielu wystaw fotograficznych; indywidualnych, zbiorowych, poplenerowych, pokonkursowych. Brał aktywny udział w Międzynarodowych Salonach Fotograficznych, organizowanych (m.in.) pod patronatem FIAP, zdobywając wiele medali, nagród, wyróżnień, dyplomów oraz listów gratulacyjnych. Był prekursorem i jednym z pierwszych fotografów w Polsce parających się fotografią barwną. W 1957 roku (za pracę, fotografię wykonaną w technice barwnej) został nagrodzony dyplomem honorowym w Rio de Janeiro.
Pokłosiem udziału w Międzynarodowych Salonach Fotograficznych (pod patronatem FIAP) było przyznanie Tadeuszowi Bilińskiemu (w 1963 roku) tytułu honorowego Artiste FIAP (AFIAP) oraz (w 1965 roku) tytułu Excellence FIAP (EFIAP) – tytułów nadanych przez Międzynarodową Federację Sztuki Fotograficznej FIAP, obecnie z siedzibą w Luksemburgu.
Prace Tadeusza Bilińskiego znajdują się w zbiorach Muzeum Historii Fotografii im. Walerego Rzewuskiego w Krakowie.

## Publikacje (albumy)
- „Moda polska” (Warszawa 1954)[1];

## Wystawy indywidualne
- „Wystawa fotografiki barwnej”; Galeria Kordegarda (Warszawa 1961);
- „Wystawa fotografiki barwnej”; (Budapeszt 1964);
- „Wiatr barwny”; Galeria Kordegarda (Warszawa 1969);
- „Wiatr barwny”; Galeria Prezentacje (Toruń 1969);

Źródło.

## Wybrane wystawy zbiorowe
- „VIII Ogólnopolska Wystawa Fotografiki” (1959);
- „XI Ogólnopolska Wystawa Fotografiki” (1961);
- „XII Ogólnopolska Wystawa Fotografiki” (1963);
- „I Biennale Polskiego Krajobrazu” (1963);
- „III Biennale Fotografii Krajów Nadbałtyckich” (Gdańsk 1967);
- „IV Salon Fotografiki Polski Północnej” (Gdańsk 1968);
- „Ogólnopolska Wystawa Fotografii Artystycznej Portret” (1970);
- „Sztuka Faktu” (1975);
- „Fakty” (Toruń 1978);
- „Impresje Warszawskie” (Warszawa 1989);

Źródło.

## Wybrane wystawy zagraniczne
- „III Salon Fotografii Artystycznej”; Rio de Janeiro (Brazylia 1954);
- „Wystawa Fotografii Polskiej”; Bukareszt (Rumunia 1954);
- „IV Salon Fotografii Artystycznej”; Rio de Janeiro (Brazylia 1955);
- „VI Salon Fotografii Artystycznej”; Rio de Janeiro (Brazylia 1957);
- „II International Color Biennale”; Berlin (NRD 1961);
- „III Internationalen Fotoschau”; Rostock (NRD 1962);
- „IV Wystawa Międzynarodowa Fotografii”; Belgrad (Jugosławia 1963);
- „III Farb - Biennale”; Wiedeń (Austria 1963);
- „XXXVIII Fotosalon”; Gent (Belgia 1963);
- „Fotografia Artystów Polskich”; Limoges (Francja 1965);
- „IV Biennale Color”; Bukareszt (Rumunia 1965);
- „VII Internationalen Fotoschau”; Rostock (NRD 1966);
- „100 - lecie FIAP”; Toronto (Kanada 1967);
- „VIII Internationalen Fotoschau”; Rostock (NRD 1967);
- „VI Farbbiennale”; Lipsk (NRD 1969);
- „VI Concorso Internationale”; Salerno (Włochy 1971);
- „VII Colour Biennale”; Ateny (Grecja 1971);
- „XXI Salon International”; Buenos Aires (Argentyna 1971);
- „XVI Ifoscanbaltic” (Norwegia 1984);

Źródło.

## Odznaczenia
- Medal Roku Jana Bułhaka (1976);
- Odznaka „Zasłużony Działacz Kultury” (1983);
- Krzyż Armii Krajowej (1994);

Źródło.